# Ninurta
Ninurta (asyryjski Inurta) – sumeryjski bóg burzy, wojny i rolnictwa. Główne ośrodki kultu w Nippur (świątynia E-szumesza) oraz Kalchu.
Pierworodny syn Enlila i Ninmah. Jego żoną była Gula, albo ze względu na identyfikację z bogiem Ningirsu, bogini Bau.
Ninurta miał wojownicze usposobienie, mity opowiadają o jego bohaterskich czynach w walce przeciwko wrogom Sumeru, w szczególności tak zwanym „krajom zbuntowanym” (regiony w górach na wschód od Mezopotamii). Ninutra w imieniu bogów walczył przeciwko ptakowi Anzu (sum. Imdugudowi), który wykradł Enlilowi tabliczkę losów.
Z wojowniczym usposobieniem kontrastuje rola boga-rolnika. W sumeryjskich „Georgikach” udziela rad jak uprawiać zboże i przygotowywać pola. 
Symbolem Ninurty jest pług i ptak siedzący na grzędzie (okres nowoasyryjski).
Aspekt wojownika i rolnika połączone są w sumeryjskim poemacie „Lugale”, w który Ninurta pokonuje demona Asaga i armię jego kamiennych sprzymierzeńców, a po tym zaczyna urządzać świat. Z kamieni buduje góry, dzięki którym woda ze strumieni i jezior spływa do Tygrysu i Eufratu, a rzeki te stają się przydatne przy nawadnianiu i uprawie roli.